# Aleste Special
Aleste Gaiden (アレスタ外伝?) es un videojuego de matamarcianos para MSX2. Es otro juego Aleste y fue lanzado por Compile para MSX2 en octubre de 1989 solo en Japón. Durante el otoño, fue parte de Disc Station Special 4: Autumn Edition (ディスクステーションスペシャル秋号 Disuku Sutēshon Supesharu Akigō?)